# 長野県の資格者配置路線
長野県の資格者配置路線（ながのけんのしかくしゃはいちろせん）とは、交通誘導警備業務に関し、道路又は交通の状況により、長野県公安委員会が道路における危険を防止するため必要と認める路線である。当該路線で交通誘導警備業務を実施するにあたっては、交通誘導警備業務を実施する場所ごとに、交通誘導警備業務1級検定又は2級検定の合格証明書の交付を受けた警備員を1名以上配置しなければならない。

## 告示・施行
- 2006年12月4日 - 告示　　長野県公安委員会告示第8号（警備員等の検定等に関する規則に基づく交通誘導警備業務）
- 2007年6月1日 - 施行
- 2010年4月22日 - 一部改正
- 2010年10月1日 - 施行
- 2022年4月1日 - 一部改正

## 路線一覧
| No | 路線名                     | 区間         |
| -- | -------------------------- | ------------ |
| 1  | 国道18号                   | 長野県の全域 |
| 2  | 国道19号                   | 長野県の全域 |
| 3  | 国道20号                   | 長野県の全域 |
| 4  | 国道117号                  | 長野県の全域 |
| 5  | 国道141号                  | 長野県の全域 |
| 6  | 国道142号                  | 長野県の全域 |
| 7  | 国道146号                  | 長野県の全域 |
| 8  | 国道147号                  | 長野県の全域 |
| 9  | 国道148号                  | 長野県の全域 |
| 10 | 国道151号                  | 長野県の全域 |
| 11 | 国道153号                  | 長野県の全域 |
| 12 | 国道292号                  | 長野県の全域 |
| 13 | 県道佐久軽井沢線           | 長野県の全域 |
| 14 | 県道下諏訪辰野線           | 長野県の全域 |
| 15 | 県道岡谷茅野線             | 長野県の全域 |
| 16 | 県道伊那辰野停車場線       | 長野県の全域 |
| 17 | 県道中野豊野線             | 長野県の全域 |
| 18 | 県道長野信濃線             | 長野県の全域 |
| 19 | 県道飯山野沢温泉線         | 長野県の全域 |
| 20 | 県道須坂中野線             | 長野県の全域 |
| 21 | 県道大町麻績インター千曲線 | 長野県の全域 |
| 22 | 県道長野須坂インター線     | 長野県の全域 |
| 23 | 県道松本塩尻線             | 長野県の全域 |
| 24 | 県道上田丸子線             | 長野県の全域 |
| 25 | 県道長野上田線             | 長野県の全域 |
| 26 | 県道小諸上田線             | 長野県の全域 |
| 27 | 県道丸子東部インター線     | 長野県の全域 |
| 28 | 県道伊那箕輪線             | 長野県の全域 |
| 29 | 県道坂城インター線         | 長野県の全域 |